# Pont d’Arc

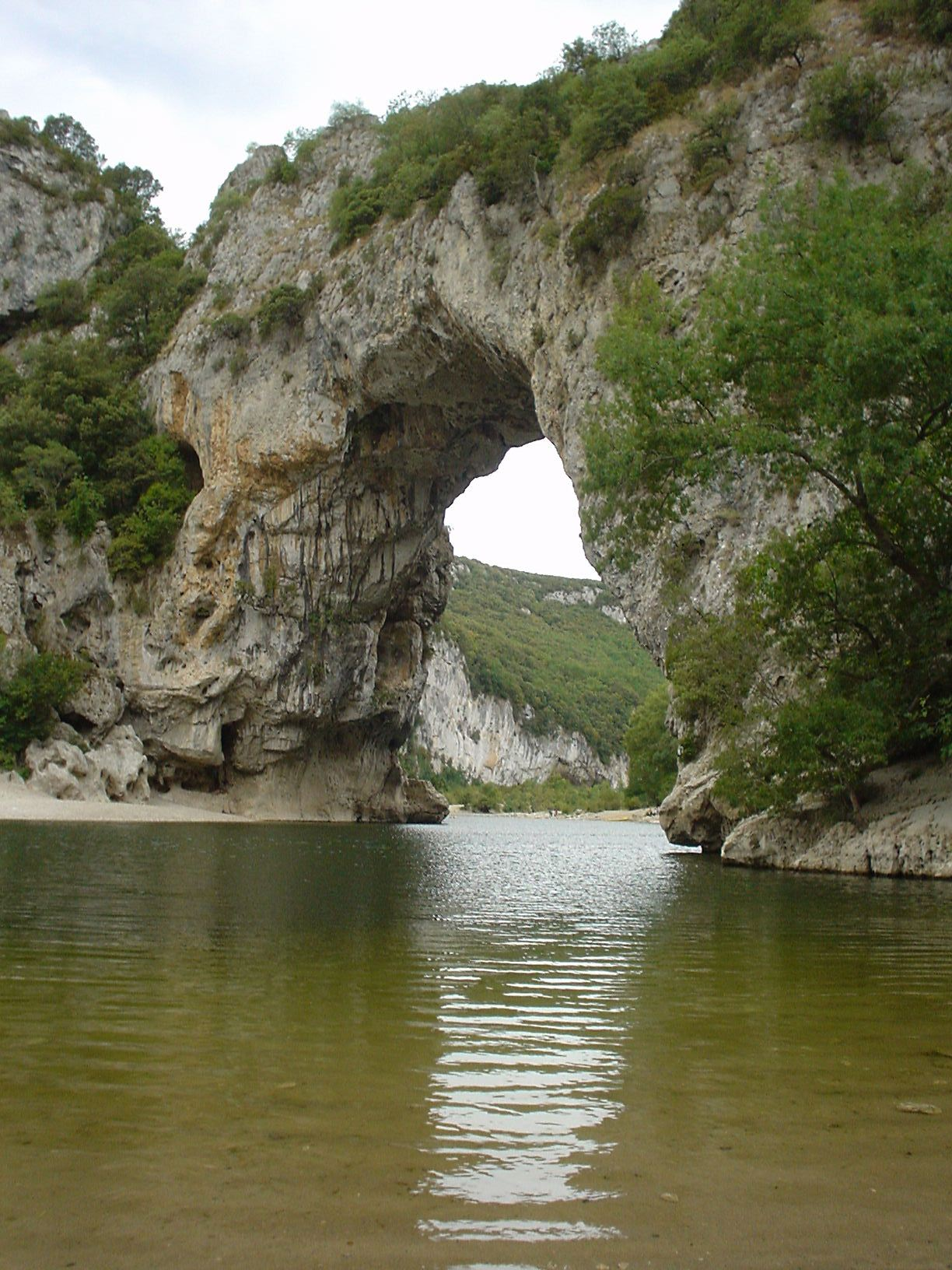
Pont d’Arc

Der Pont d’Arc ist eine natürliche Steinbrücke über den Fluss Ardèche im Département Ardèche im Süden Frankreichs. Sie ist 60 Meter lang, 54 Meter hoch und liegt etwa drei Kilometer südöstlich von Vallon-Pont-d’Arc in Richtung Saint-Martin-d’Ardèche.

## Entstehung
Entstanden ist der Pont d’Arc, als die Ardèche im Altpleistozän an der engsten Stelle einer Flussschleife, des Cirque d’Estre, die natürliche Barriere des Kalkgesteins durchbrach und den Cirque d’Estre trocken legte. Festeres obenliegendes Gestein wurde nicht abgetragen, sodass sich der Durchbruch als Steinbrückenbogen erhielt. Die tiefe Abtragung des Flussbettes erfolgte nur während der Messinischen Salinitätskrise.

## Umgebung
Am Außenhang des Cirque d’Estre liegt die Chauvet-Höhle, welche jungpaläolithische Höhlenmalereien beherbergt und im Juni 2014 in das Weltkulturerbe der UNESCO aufgenommen wurde.

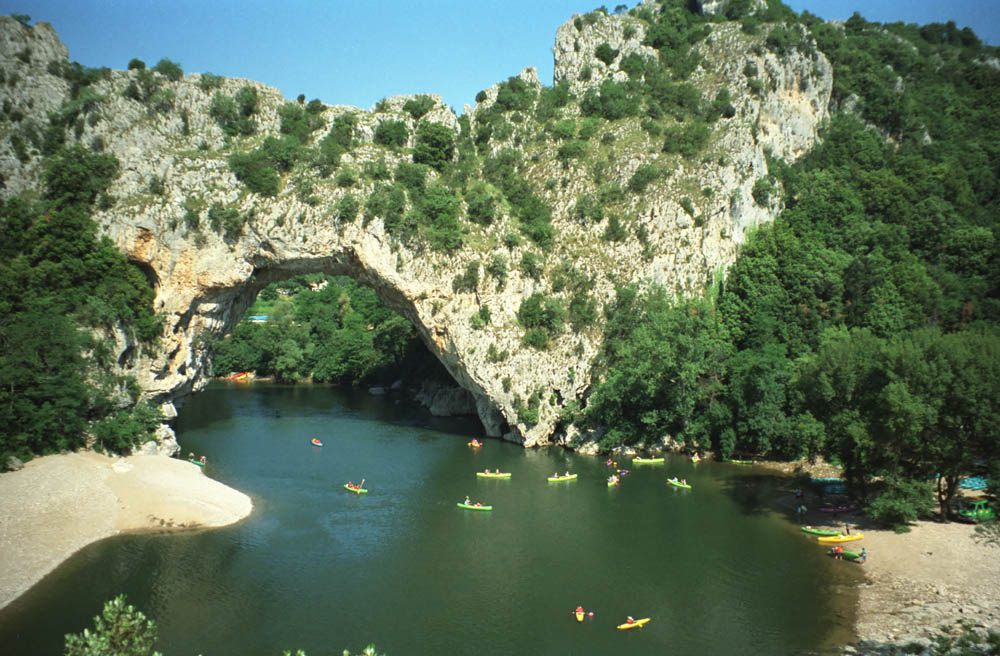
Pont d’Arc mit Kanuten auf der Ardèche
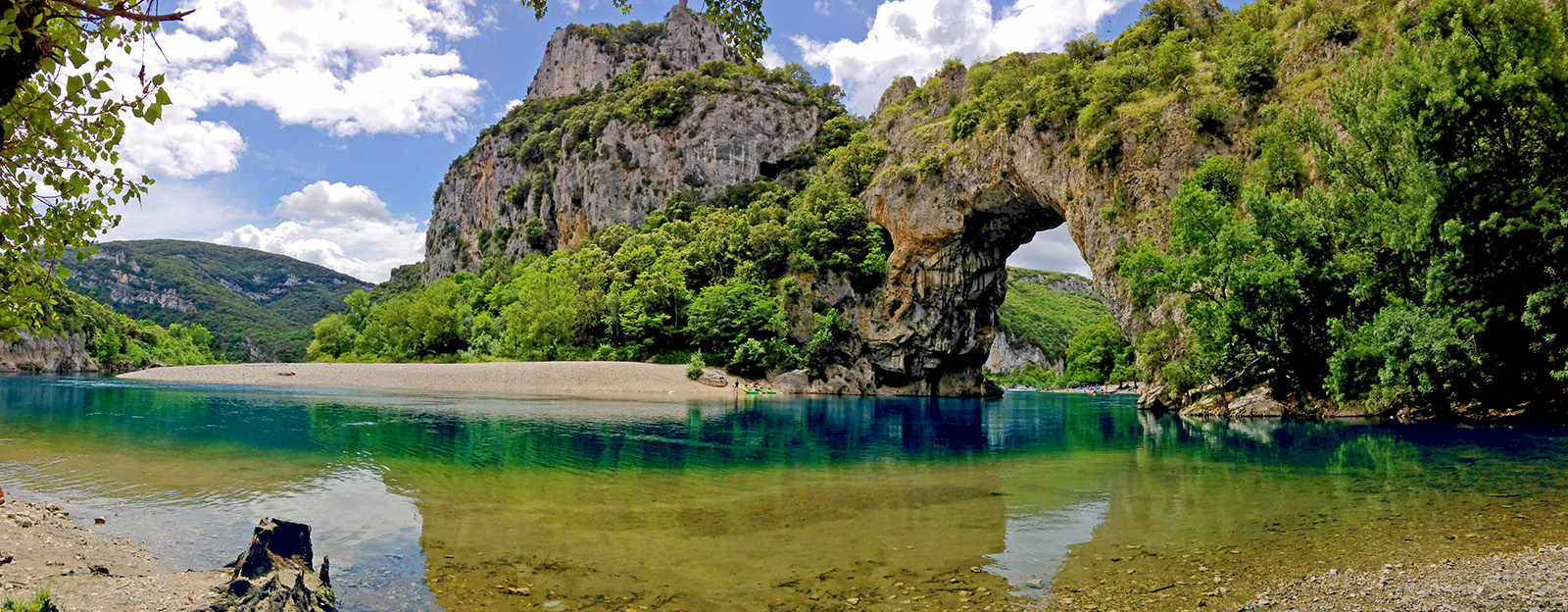
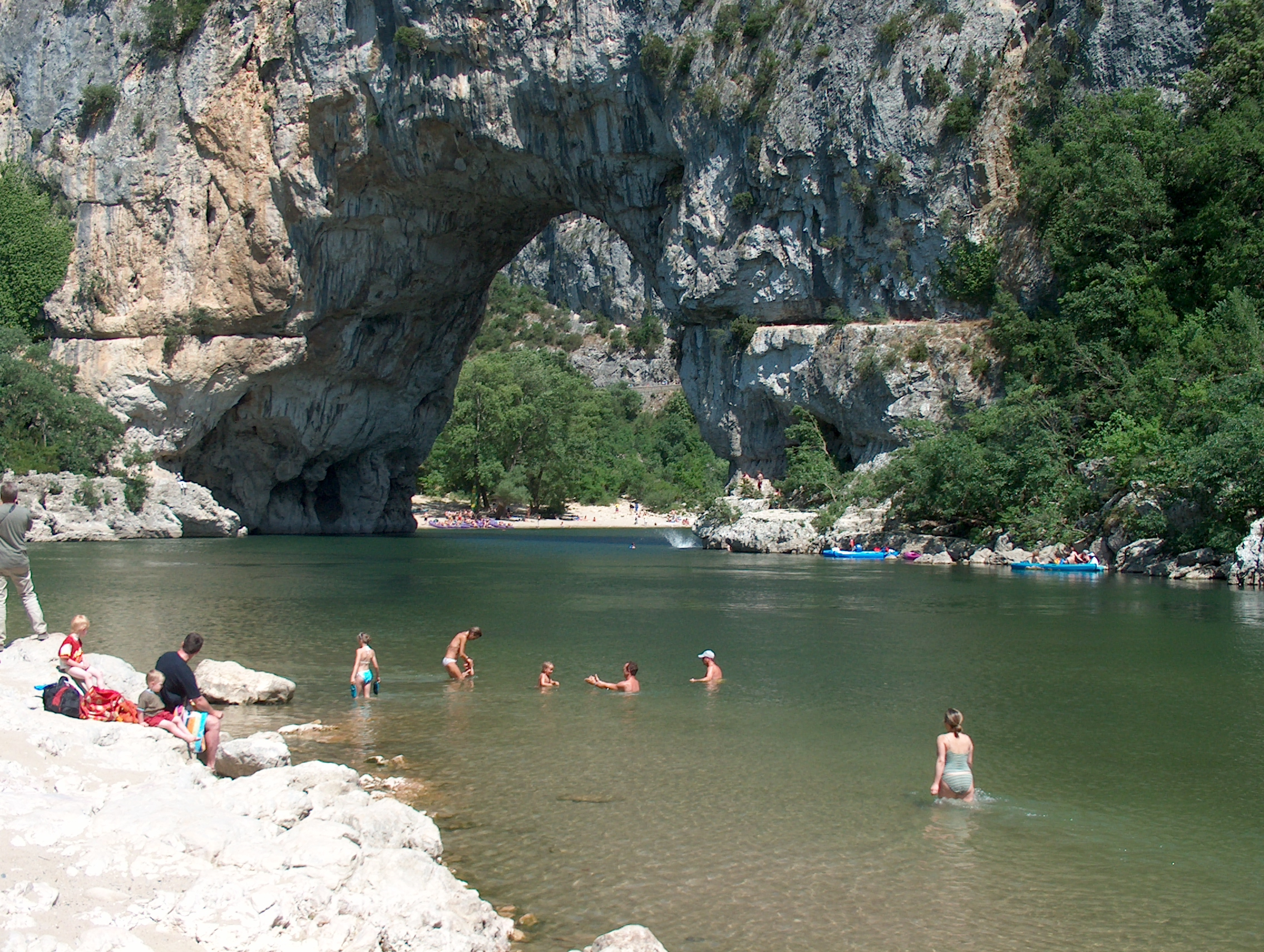
Badende in der Ardèche am Pont d’Arc.